# TeraCopy
TeraCopy es un software de transferencia de archivos, ideado como alternativa al explorador de windows.

## Diseño
TeraCopy utiliza buffers ajustados dinámicamente para reducir el tiempo de búsqueda de los archivos. El programa solicita la transferencia de archivo entre dos unidades de almacenamiento físicas. Los procesos pueden pararse y reanudarse a voluntad.
Cuando se den errores de transferencia, TeraCopy lo intentará en varias ocasiones; y en caso de no conseguirlo, omite dicho archivo y continúa con la operación. 
TeraCopy muestra al usuario las transferencias fallidas y da la oportunidad de volver a intentar las transferencias erróneas. El software no indica las causas de los fallos en las transferencias, sino que simplemente los etiqueta como fallidos. Uno de los motivos que pueden hacer fallar una transferencia es el uso de nombres de archivo demasiado largos.
TeraCopy puede reemplazar la función de copia de archivos del explorador de windows.

## Licencia
TeraCopy se basa en el modelo de licencia freemium. Se ofrece una edición básica a modo de software gratuito, que sólo podrá ser utilizada en entornos no comerciales. TeraCopy Pro, la versión shareware del programa, agrega características adicionales, como la existencia de una lista de carpetas favoritas para usar como destino recurrente de copia, así como poder alterar el orden de la cola de transferencia de archivos.

## Recepción
En 2007, Ionut Ilascu de Softpedia.com elogió el programa por su capacidad de recuperación de errores y concluyó que "TeraCopy es mucho más rápido que el explorador de Windows XP, aunque esto solo ocurre en los discos duros desfragmentados.
En 2009 Jason Fitzpatrick de Lifehacker alabó a TeraCopy por declarar que "no te abruma con una plétora opciones de configuración" y también lo calificó de "bastante adelantado." Posteriormente, los usuarios de Lifehacker eligieron a TeraCopy como el mejor programa de copia de archivos por encima de otros cuatro candidatos.
En 2010, CNET reseñó que es una "útil herramienta de software gratuito" y lo recomendó para todos los usuarios de Windows.